# SuperM
SuperM ist eine 2019 gegründete K-Pop-Supergroup der vierten K-Pop-Generation aus der südkoreanischen Hauptstadt Seoul, die mit dem Unternehmen SM Entertainment in Verbindung steht.
Die Mitglieder der Gruppe spielen in erfolgreichen K-Pop-Gruppen wie Shinee, Exo, NCT 127 und WayV. Mit ihrer im Oktober 2019 veröffentlichten, nach der Gruppe benannten EP erreichte SuperM auf Anhieb ihr erstes Nummer-eins-Album in den Vereinigten Staaten.

## Geschichte
Die Gründung der Gruppe wurde im August 2019 während eines Kongresses des Major-Musiklabels Capitol Records von Lee Soo-man, dem Gründer von SM Entertainment, und Steve Barnett von Capitol als „die Avengers des K-Pop“ angekündigt. Mitglieder der Gruppe sind Baekhyun und Kai von Exo, Taeyong und Mark von NCT 127, Taemin von Shinee, sowie Lucas und Ten der chinesischen Cantopop-Gruppe WayV, die allesamt zu SM Entertainment gehören.
K-Pop-Fans äußerten gemischte Reaktionen auf die Gründung der Supergruppe: Während einige dem Debüt entgegenfieberten, äußerten andere Sorgen, dass SM Entertainment etablierte Gruppen priorisiere und dass die Mitglieder der Band Exo eine Solokarriere starten, bevor sie zum südkoreanischen Militär eingezogen werden. Auch wurde das Debüt in den Vereinigten Staaten, bevor Werbung in Südkorea gemacht wurde, als Grund für die Sorge vieler Fans genannt.
Kurz nach der Gründung der Supergroup begann man diese zu bewerben und kündigte das Debüt in den Vereinigten Staaten und Südkorea für Oktober gleichen Jahres an. Noch im August flog die Gruppe nach Dubai und drehte dort ihr Musikvideo zum Lied Jopping. SuperM veröffentlichte ihre selbstbetitelte EP am 4. Oktober 2019, zusammen mit dem Musikvideo zur Single Jopping. Diese EP erreichte mit 164.000 verkaufter Einheiten auf Anhieb Platz eins der offiziellen Albumcharts in den Vereinigten Staaten.
Ihr erstes Konzert gab SuperM am 5. Oktober 2019 im Geschäftsgebäude von Capitol Records in Los Angeles, Kalifornien. Vier Tage später hatte die Gruppe ihren ersten Fernsehauftritt in der Ellen DeGeneres Show. Im November startet SuperM ihre erste Tournee durch Nordamerika, die im Februar 2020 fortgesetzt wird. In Zusammenarbeit mit dem koreanischen Flugunternehmen Korean Air wurde ein Sicherheitsvideo mit der Gruppe aufgenommen.
Ein Konzert im Tokyo Dome, welches am 23. April 2020 stattfinden sollte, wurde im Zuge der COVID-19-Pandemie verschoben. Am 18. April 2020 war die Gruppe Teil der Online-Konzertreihe Together at Home, dessen Ziele die Unterstützung des Solidaritätsfonds zur Bekämpfung von COVID-19 der Weltgesundheitsorganisation und Werbung für Social distancing ist. In manchen Regionen, in denen das Konzert gestreamt wurde, spielte die Gruppe mit With You einen bis dato unveröffentlichten Song. Am 26. April 2020 absolvierte die Gruppe ihr erstes Online-Konzert über die Plattform Beyond Live, welches in Zusammenarbeit mit SM Entertainment und der Medienkonzern Naver entstand. Dieses Konzert, welches in 109 Staaten übertragen wurde, sahen weltweit 75,000 Menschen, die zuvor ein Ticket für das Event erworben haben. Es ist unklar, wie viele Menschen sich das Konzert auf alternativem Wege angesehen haben. Das Konzert an sich brachte alleine durch Ticketverkäufe einen Umsatz von zwei Millionen US-Dollar ein.
Im August 2020 kündigte die Gruppe mit Super One ihr Debütalbum für eine Veröffentlichung im September gleichen Jahres an. Mitte August erschien die erste zum Album gehörende Singleauskopplung 100 auf digitaler Ebene. Am 20. September 2020 hatte die Gruppe ihren allerersten Auftritt im US-amerikanischen Frühstücksfernsehen als die Musiker bei Good Morning America per Video zugeschaltet wurden und ihre neue Single erstmals live präsentierten. Sechs Tage nach ihrem ersten Auftritt bei Good Morning America gewannen die Musiker mit dem Seoul Mayor Award, der im Rahmen der Newsis K-Expo verliehen wurde, ihre erste musikalische Auszeichnung. Am 1. September veröffentlichte die Gruppe mit Tiger Inside ihre zweite Single aus dem Album, welches am 25. September weltweit erschien. Am Tag der Albumveröffentlichung kündigte die Band eine Zusammenarbeit mit Marvel Comics für eine limitierte Merchandising-Serie an und veröffentlichte zeitgleich die dritte Single One (Monster & Infinity).

## Mitglieder
| Aktive Mitglieder |                                             |           |              |
| Baekhyun          | Bandleader, Hauptsänger                     | seit 2019 | Exo          |
| Kai               | Haupttänzer, Hauptrapper, Gesang            | seit 2019 | Exo          |
| Taeyong           | Haupttänzer, Hauptrapper, Hintergrundgesang | seit 2019 | NCT 127, NCT |
| Mark Lee          | Haupttänzer, Hauptrapper, Hintergrundgesang | seit 2019 | NCT 127, NCT |
| Ten               | Haupttänzer, Hauptsänger                    | seit 2019 | NCT, WayV    |
| Lucas Wong        | Hauptrapper                                 | seit 2019 | NCT, WayV    |
| Taemin            | Hauptsänger, Haupttänzer                    | seit 2019 | Shinee       |

## Diskografie

### Studioalben
| Jahr | Titel Musiklabel       | Höchstplatzierung, Gesamtwochen, AuszeichnungChartplatzierungen (Jahr, Titel, Musiklabel, Platzierungen, Wochen, Auszeichnungen, Anmerkungen) | Höchstplatzierung, Gesamtwochen, AuszeichnungChartplatzierungen (Jahr, Titel, Musiklabel, Platzierungen, Wochen, Auszeichnungen, Anmerkungen) | Höchstplatzierung, Gesamtwochen, AuszeichnungChartplatzierungen (Jahr, Titel, Musiklabel, Platzierungen, Wochen, Auszeichnungen, Anmerkungen) | Höchstplatzierung, Gesamtwochen, AuszeichnungChartplatzierungen (Jahr, Titel, Musiklabel, Platzierungen, Wochen, Auszeichnungen, Anmerkungen) | Höchstplatzierung, Gesamtwochen, AuszeichnungChartplatzierungen (Jahr, Titel, Musiklabel, Platzierungen, Wochen, Auszeichnungen, Anmerkungen) | Anmerkungen                                                  |
| Jahr | Titel Musiklabel       | KR | DE | AT | CH | US | Anmerkungen                                                  |
| ---- | ---------------------- | --- | --- | --- | --- | --- | ------------------------------------------------------------ |
| 2020 | Super One SM • Capitol | KR1 ×2Doppelplatin · (9 Wo.)KR | DE19 (4 Wo.)DE | AT22 (1 Wo.)AT | CH14 (3 Wo.)CH | US2 (4 Wo.)US | Erstveröffentlichung: 25. September 2020 Verkäufe: + 500.000 |

### EPs
| Jahr | Titel Musiklabel                         | Höchstplatzierung, Gesamtwochen, AuszeichnungChartplatzierungen (Jahr, Titel, Musiklabel, Platzierungen, Wochen, Auszeichnungen, Anmerkungen) | Höchstplatzierung, Gesamtwochen, AuszeichnungChartplatzierungen (Jahr, Titel, Musiklabel, Platzierungen, Wochen, Auszeichnungen, Anmerkungen) | Höchstplatzierung, Gesamtwochen, AuszeichnungChartplatzierungen (Jahr, Titel, Musiklabel, Platzierungen, Wochen, Auszeichnungen, Anmerkungen) | Anmerkungen                           |
| Jahr | Titel Musiklabel                         | KR | CH | US | Anmerkungen                           |
| ---- | ---------------------------------------- | --- | --- | --- | ------------------------------------- |
| 2019 | SuperM – The 1st Mini Album SM • Capitol | KR3 (32 Wo.)KR | CH86 (2 Wo.)CH | US1 (10 Wo.)US | Erstveröffentlichung: 4. Oktober 2019 |

### Singles
- 2019: Jopping
- 2020: 100
- 2020: Tiger Inside
- 2020: One (Monster & Infinity)

Promo-Singles
- 2019: Let’s Go Everywhere (mit Korean Air)
- 2020: With You
- 2021: We Do

## Auszeichnungen

### Auszeichnungen für Musikverkäufe
| Goldene Schallplatte - Brasilien - 2024: für die Single Jopping |

Anmerkung: Auszeichnungen in Ländern aus den Charttabellen bzw. Chartboxen sind in ebendiesen zu finden.
| Land/RegionAuszeichnungen für Musikverkäufe (Land/Region, Auszeichnungen, Verkäufe, Quellen) | Gold  | Platin     | Verkäufe | Quellen             |
| -------------------------------------------------------------------------------------------- | ----- | ---------- | -------- | ------------------- |
| Brasilien (PMB)                                                                              | Gold1 | —          | 20.000   | pro-musicabr.org.br |
| Südkorea (KMCA)                                                                              | —     | 2× Platin2 | 500.000  | circlechart.kr      |
| Insgesamt                                                                                    | Gold1 | 2× Platin2 |          |                     |

### Preisverleihungen
| Jahr | Auszeichnung                 | Kategorie            | für                     | Resultat  | Quellen |
| ---- | ---------------------------- | -------------------- | ----------------------- | --------- | ------- |
| 2019 | Bravo Otto                   | Bester Newcomer      | SuperM                  | Nominiert | [ 25 ]  |
| 2019 | Seoul Music Awards           | Popularity Award     | SuperM                  | Nominiert | [ 26 ]  |
| 2019 | Seoul Music Awards           | Hallyu Special Award | allgemeine Auszeichnung | Nominiert | [ 26 ]  |
| 2019 | Seoul Music Awards           | Bonsang Award        | SuperM                  | Nominiert | [ 26 ]  |
| 2020 | Newsis K-Expo                | Seoul Mayor Award    | allgemeine Auszeichnung | Gewonnen  | [ 21 ]  |
| 2020 | Indonesian Television Awards | Special Award        | allgemeine Auszeichnung | Gewonnen  | [ 27 ]  |